# Confessions d'un masque
Confessions d'un masque (仮面の告白, Kamen no kokuhaku) est un roman aux échos autobiographiques de l'écrivain japonais Yukio Mishima publié en 1949. Ce dernier fait ici état de ses difficultés à être un homme, dans ses relations sociales et ses rapports à la sexualité (et à l'homosexualité en particulier).

## Résumé
Dans le Japon des années 1930, le héros, Kochan (diminutif du véritable nom de l'auteur : Kimitake), est un garçon chétif, souvent malade, facilement impressionnable du fait de sa grande sensibilité (il est notamment fasciné par les représentations de Saint Sébastien). À l'école, il admire un camarade, Omi, et n'ignore pas que cette admiration est fondée sur un désir sexuel. Mais, dans la société japonaise de l'époque, le garçon refuse ce désir et décide de se battre contre ses penchants homosexuels en cherchant à les dissimuler aux autres et à lui-même. Il se lie alors avec la sœur d'un de ses camarades, Sonoko. Ils se rapprochent durant la guerre (le garçon, du fait de son état de santé ne peut, à son grand regret, participer au combat). Mais face à Sonoko, Kochan ne parvient pas à faire tomber le masque derrière lequel il se dissimule pour interagir avec un monde qui ne lui permet pas de comprendre pleinement ses pulsions homoérotiques.